# Parachalciope ditrigona
Parachalciope ditrigona là một loài bướm đêm trong họ Noctuidae.